# Jogos Paralímpicos de Inverno de 1994
As Paraolimpíadas de Lillehammer foram a segunda edição dos Jogos Paraolímpicos de Inverno,realizados na mesma sede dos Jogos Olímpicos de Inverno.Esta edição foi marcada pela estréia do Hóquei sobre o Trenó,que se tornaria desde então a principal estrela dos Jogos de Inverno.

## Símbolo e mascote dos jogos
Os Jogos foram representados por um emblema alusivo ao sol interir das pessoas. Esta imagem era portadora de ideias de poder, vitalidade, força e energia, todas as quais são características dos atletas que participam nos jogos.O emblema manteve algumas das características doo emblema dos Jogos Olímpicos.Estas características foram também representadas na mascote Sondre, o troll. O Sondre, que também era amputado,e foi desenhado por Tor Lindrupsen e seleccionado após uma competição entre vários artistas. O nome para a mascote foi escolhido numa consulta popular e é derivado do nome do grande pioneiro do esqui Sondre Nordheim.

## Desportos
O programa desta edição constou com 5 esportes.O Hóquei sobre trenó fez sua estréia
- Esqui Alpino
- Hóquei Sobre Trenó
- Corrida de patins em gelo
- Esqui Nórdico
  - Biatlo
  - Esqui Cross Country

## Quadro de Medalhas
| Ordem | País           | Medalha de ouro | Medalha de prata | Medalha de bronze |    |
| ----- | -------------- | --------------- | ---------------- | ----------------- | -- |
| 1     | Noruega        | 29              | 22               | 13                | 64 |
| 2     | Alemanha       | 25              | 21               | 18                | 64 |
| 3     | Estados Unidos | 24              | 12               | 7                 | 43 |
| 4     | França         | 14              | 6                | 11                | 31 |
| 5     | Rússia         | 10              | 12               | 8                 | 30 |
| 6     | Áustria        | 7               | 16               | 12                | 35 |
| 7     | Finlândia      | 7               | 6                | 11                | 24 |
| 8     | Suécia         | 3               | 3                | 2                 | 8  |
| 9     | Austrália      | 3               | 2                | 4                 | 9  |
| 10    | Nova Zelândia  | 3               | 0                | 3                 | 6  |
| 11    | Suíça          | 2               | 9                | 5                 | 16 |
| 12    | Polónia        | 2               | 3                | 5                 | 10 |
| 13    | Espanha        | 1               | 6                | 3                 | 10 |
| 14    | Canadá         | 1               | 2                | 5                 | 8  |
| 15    | Países Baixos  | 1               | 0                | 3                 | 4  |
| 16    | Dinamarca      | 1               | 0                | 2                 | 3  |
| 17    | Itália         | 0               | 7                | 6                 | 13 |
| 18    | Japão          | 0               | 3                | 3                 | 6  |
| 19    | Eslováquia     | 0               | 3                | 2                 | 5  |
| 20    | Cazaquistão    | 0               | 1                | 0                 | 1  |
| 21    | Reino Unido    | 0               | 0                | 5                 | 5  |
| 22    | Bélgica        | 0               | 0                | 1                 | 1  |
| 22    | Chéquia        | 0               | 0                | 1                 | 1  |
| 22    | Estónia        | 0               | 0                | 1                 | 1  |
| 22    | Liechtenstein  | 0               | 0                | 1                 | 1  |

## Países Participantes
Um total de 31 países participaram nestes Jogos:
| - GER Alemanha - AUS Austrália - AUT Áustria - BEL Bélgica - BLR Bielorrússia - BUL Bulgária - CAN Canadá - KAZ Cazaquistão - CZE Chéquia - KOR Coreia do Sul - DEN Dinamarca - SVK Eslováquia - ESP Espanha - EST Estônia - USA Estados Unidos - FIN Finlândia | - FRA França - GBR Grã-Bretanha - NED Países Baixos - ITA Itália - ISL Islândia - JPN Japão - LAT Letônia - LIE Liechtenstein - LTU Lituânia - NOR Noruega - NZL Nova Zelândia - POL Polônia - RUS Rússia - SWE Suécia - SUI Suíça |